# العلاقات الإكوادورية الفلبينية
العلاقات الإكوادورية الفلبينية هي العلاقات الثنائية التي تجمع بين الإكوادور والفلبين.

## مقارنة بين البلدين
هذه مقارنة عامة ومرجعية للدولتين:
| وجه المقارنة                                              | الإكوادور                      | الفلبين                       |
| --------------------------------------------------------- | ------------------------------ | ----------------------------- |
| المساحة (كم2)                                             | 283.56 ألف                     | 343.45 ألف                    |
| عدد السكان (نسمة)                                         | 16.62 مليون                    | 104.92 مليون                  |
| الكثافة السكانية (ن./كم²)                                 | 58.61                          | 305.49                        |
| العاصمة                                                   | كيتو                           | مانيلا                        |
| اللغة الرسمية                                             | اللغة الإسبانية، كيشوا ‏، شوار ‏ | اللغة الفلبينية، لغة إنجليزية |
| العملة                                                    | دولار أمريكي، سوكري إكوادوري   | بيسو فلبيني                   |
| الناتج المحلي الإجمالي (بليون دولار)                      | 103.06 مليار                   | 313.60 مليار                  |
| الناتج المحلي الإجمالي (تعادل القوة الشرائية) بليون دولار | 185.24 مليار                   | 743.90 مليار                  |
| الناتج المحلي الإجمالي الاسمي للفرد دولار أمريكي          | 6.21 ألف                       | 2.90 ألف                      |
| الناتج المحلي الإجمالي للفرد دولار أمريكي                 | 11.37 ألف                      | 7.39 ألف                      |
| مؤشر التنمية البشرية                                      | 0.746                          | 0.668                         |
| رمز المكالمات الدولي                                      | +593                           | +63                           |
| رمز الإنترنت                                              | .ec                            | .ph                           |
| المنطقة الزمنية                                           | 00                             | توقيت الفلبين                 |

## منظمات دولية مشتركة
يشترك البلدان في عضوية مجموعة من المنظمات الدولية، منها:
| علم المنظمة | اسم المنظمة                        | تاريخ انضمام الإكوادور | تاريخ انضمام الفلبين |
| ----------- | ---------------------------------- | ---------------------- | -------------------- |
|             | مؤسسة التنمية الدولية              | 7 نوفمبر 1961          | 28 أكتوبر 1960       |
|             | يونسكو                             | 22 يناير 1947          | 21 نوفمبر 1946       |
|             | وكالة ضمان الاستثمار متعدد الأطراف | 12 أبريل 1988          | 8 فبراير 1994        |
|             | الأمم المتحدة                      | 21 ديسمبر 1945         | 24 أكتوبر 1945       |
|             | الفريق المعني برصد الأرض           | ?                      | ?                    |
|             | الاتحاد البريدي العالمي            | ?                      | ?                    |
|             | البنك الدولي للإنشاء والتعمير      | 28 ديسمبر 1945         | 27 ديسمبر 1945       |
|             | المنظمة الهيدروغرافية الدولية      | ?                      | ?                    |
|             | الاتحاد الدولي للاتصالات           | 17 أبريل 1920          | 25 مايو 1912         |
|             | منظمة حظر الأسلحة الكيميائية       | ?                      | ?                    |
|             | مؤسسة التمويل الدولية              | 20 يوليو 1956          | 12 أغسطس 1957        |
|             | منظمة التجارة العالمية             | ?                      | 1995                 |
|             | منظمة الشرطة الجنائية الدولية      | ?                      | ?                    |

## وصلات خارجية
- موقع وزارة الخارجية الإكوادورية
- موقع وزارة الخارجية الفلبينية